# Garford
Garford är en ort och civil parish i Storbritannien.   Den ligger i grevskapet Oxfordshire och riksdelen England, i den södra delen av landet, 90 km väster om huvudstaden London. Garford ligger 63 meter över havet och antalet invånare är 229.
Terrängen runt Garford är platt. Runt Garford är det ganska tätbefolkat, med 207 invånare per kvadratkilometer. Närmaste större samhälle är Oxford, 13,4 km nordost om Garford. Trakten runt Garford består till största delen av jordbruksmark.